# Drill Rap
Drill, Drill Music oder Drill Rap ist ein Subgenre der Trap Music und des  Raps, dessen Ursprünge sich auf den Anfang der 2010er Jahre in Chicago datieren lassen.
In zeitlicher und inhaltlicher Nähe zu einem ungewöhnlichen und plötzlichen Anstieg der Mordrate in der Stadt Chicago in der ersten Hälfte des Jahres 2012, der sich überproportional auf einige wenige Viertel im Süden der Stadt („Chiraq“, Kofferwort aus Chicago und Iraq) eingrenzen lässt, fand eine sehr junge, größtenteils minderjährige Rappergeneration zu ihrem identitätsstiftenden Ausdruck. Zu den Protagonisten dieser Szene zählen Chief Keef, Lil Durk, Lil Reese, King Von, L’A Capone, Rondonumbanine, Lil Bibby und G Herbo. Wenn auch nicht die demographische Verteilung widerspiegelnd, so gibt es Drillrapper jeglicher ethnischen Herkunft und Geschlechts (Fredo Santana, Ebe Bandz, Buddah G). Es gibt eine starke Korrelation, auch explizit in den Texten ausgedrückt, zwischen Drill und aktiver Bandenkriminalität.

## Chicago Drill
Stilprägend für den Chicago Drill sind kurze Tracks, düstere Instrumentals und Hooks mit häufiger Wiederholung weniger Worte. Texte und Flow fokussieren sich vor allem auf die rohe, gewaltbereite Bedrohung des Gegenübers bei einer nihilistischen Haltung zu Körperverletzung und Mord („Kill Shit“). In analog verächtlicher Haltung und Terminologie wird der Umgang mit Frauen beschrieben. Der Wortschatz ist karg, die Sprache überwiegend einfach und eindringlich.

“Your man said that he wanna fight, tell him catch me at the light,
he should have looked left, he looked right, brrrrrr!, like me, so I tell him goodnight”

“If a nigga ain't with me they can get banged
All my niggas crazy we is insane
If you with the opps, you can get banged
A new .40 with a .30 you can get banged”

Die Inhalte drehen sich um das Gangleben und Auseinandersetzungen mit anderen Gangs. Teils werden Gegner explizit oder verschlüsselt benannt und angesprochen. Die direkte Bedrohung des Gegenübers durch Schwenken des Schusswaffenlaufs in Richtung der Kamera zählt ebenso zu den genretypischen visuellen Topoi wie das Auftreten in Gruppen oder die Präsentation verschreibungspflichtiger Pharmaka (Benzodiazepine, Opiate, letztere oft in Form von Hustensaft oder als Mischgetränk in Form des Lean) und großen Mengen an Geldscheinen oder Geldscheinbündeln („money stacks“, „rubber bands“).
Die Blütephase des Chicago Drill reichte etwa von 2012 bis 2014, danach ebbte der Output erheblich ab.
2020 wurde King Von, Schlüsselfigur einer gerade aufkeimenden neuen Welle Chicago Drills, in Atlanta erschossen. Im gleichen Jahr wurde FBG Duck, ein weiterer neuer Protagonist, tagsüber an der Gold Coast, einem belebten Luxuseinkaufsviertel Chicagos, erschossen, nachdem er wenige Wochen vorher in dem Track Dead Bitches tote gegnerische Gangmitglieder auf provokante Art verhöhnt hat.

## UK Drill
Etwas später bildete sich in England, vornehmlich London, eine Szene, die als UK Drill bezeichnet wird. Sie speist ihre Einflüsse aus dem Chicago Drill und dem britischen Grime. Bekannte Vertreter der Szene sind 67, 1011, 410, Zone2, die Harlem Spartans, Moscow17, CGM, OFB, TPL und Young Dizz.
Analog zum Mordratenanstieg in Chicago ist identitäts- und authentizitätsstiftender Kern der Szene der „knife crime rise“, der zeitlich klar einzugrenzende überproportionale Anstieg an Gewaltverbrechen mit Stichwaffen in London, darunter einige aufsehenerregende Attacken mit großen Nahkampfwaffen wie Macheten, Hackbeilen oder Katanas, die mit Gangkriminalität in Verbindung gebracht wurden.
Dies findet Ausdruck in Textinhalten und szenetypischem Jargon (get „chinged“, „splashed“, „skanked“, „cheffed up“, „drenched“, „dipped“, „chopped“). Die Terminologie ist in Abgrenzung zum Chicago Drill stark von karibischen Einflüssen wie Jamaican Patois geprägt.

“Man try say that I run with my sword, is he fucking dumb?
Run up in the shop and chopped my man
and he went and snitched to his mum.
All this talk on my name,
how many times have I made you run?
TeeWizz got splashed and died and I don't feel sorry for his mum”

Insbesondere die konkrete Benennung bedrohter oder ermordeter Personen und die Nutzung sozialer Medien mit großer Reichweite zur Verbreitung der eigenen Botschaften hat in Großbritannien einen kontrovers geführten politischen Diskurs und ebenso kontrovers bewertete polizeiliche Gegenmaßnahmen ausgelöst.
Auch im UK Drill gibt es eine starke Assoziation zu Bandenkriminalität und einen hohen Anteil minderjähriger Artists, ferner eine deutlich zum Ausdruck gebrachte Identifikation mit Stadtvierteln oder Territorien.
Trotz einiger Gemeinsamkeiten mit dem Chicago Drill finden sich auch Unterschiede: Es werden kaum Waffen in den Musikvideos präsentiert und die Texte sind auf Stich-, nicht auf Schusswaffen fokussiert. Dies ist potentiell durch die unterschiedliche Gesetzeslage in beiden Ländern erklärbar. Die Protagonisten sind häufig vermummt und im Vordergrund stehen nicht Einzelpersonen, sondern das Kollektiv, die Gang, deren Namen als Appendix in Klammern an den Namen des einzelnen Rappers angehängt wird.

## New York: Brooklyn Drill, Bronx Drill, Jersey Drill
Drill spielte in den USA außerhalb von Chicago keine nennenswerte Rolle, bis in der zweiten Hälfte der 2010er Jahre in New York der Brooklyn Drill entstand: Eine Drillszene, die ihre Einflüsse aus amerikanischem Trap und britischem Drill, unter anderem durch dort produzierte Instrumentals, zieht. Musikalisch steht sie dem UK Drill näher als dem Chicago Drill. Anders als im Chicago Drill, bei dem Musikvideos mit Waffen übersät sind, finden sich ähnlich wie im UK Drill kaum Waffen in den Videos. Etwas später entstand der Bronx Drill (auch Sample Drill), der sich stilistisch vom Brooklyn Drill durch aus älteren Musikproduktionen entnommene Audiosamples mit hohem Wiedererkennungswert abgrenzt.
Der Jersey Drill mischt Elemente des Bronx Drills mit Jersey Club Beats, einer dem Electrogenre zuzurechnenden Musikrichtung.
Die enge Bindung von Drill an aktive Bandenkriminalität zeigte auch hier ihre Folgen: Die zentrale Figur des Brooklyn Drill, der Rapper Pop Smoke, wurde 2020 erschossen. Anfang 2022 rückten die Morde an zwei Drill Rappern aus Brooklyn und der Bronx das Genre in den Fokus von Medien und Politik und evozierten einen Diskurs zum adäquaten Umgang mit dem Phänomen. Analog zu früheren Maßnahmen in London plädierte der New Yorker Bürgermeister Eric Adams, Mitglied der Demokratischen Partei und ehemaliger Polizeibeamter, für die Durchsetzung von Restriktionen innerhalb der sozialen Medien gegenüber Drill Rap.
Im April 2022 nahm das New York Police Department (NYPD) im Rahmen der „Operation Drilly“, einer der größten Operationen des NYPD gegen das organisierte Verbrechen, 20 Mitglieder der Drilly Gang fest, unter anderem den bekannten Drillrapper Lee Drilly. Die Behörden griffen während der Ermittlungen gezielt auf Textinhalte von Drillrap Tracks zu.
Im Juli 2022 wurde der vierzehnjährige Bronx Driller Notti Osama in einer U-Bahnhaltestelle in Harlem von einem Fünfzehnjährigen erstochen. Im Mai 2023 wurde im Rahmen eines Zugriffs gegen das organisierte Verbrechen der Brooklyn Driller Sleepy Hallow verhaftet und zusammen mit dem wegen anderer Verbrechen in Haft befindlichen Drillrapper Sheff G der Verschwörung zum Mord angeklagt.

## Definition Drill
Chicago und UK Drill haben jeweils ein eigenes markantes Klangbild. Angesichts eklatanter Unterschiede zwischen den beiden Klangbildern scheint eine Definition des Genres über musikalische Gemeinsamkeiten verfehlt. Augenfällig ist trotz der örtlichen und zeitlichen Distanz zwischen Chicago Drill und UK Drill die gemeinsame Selbstbezeichnung der Partizipierenden als Drill Rapper und der gemeinsame soziokulturelle Hintergrund, der gleichsam Drill von anderen Genres des gewaltassoziierten Raps trennt: Drill ist in Chicago und London stark an aktive Bandenkriminalität und territoriale Machtkämpfe gebunden. Dies bestimmt die genretypisch um ein aktuelles Geschehen kreisenden Textinhalte. Der im Dunstkreis der Entstehung beider Drillszenen aufgetretene Anstieg spezifischer Gewaltdelikte in bestimmten Vierteln der Städte lässt sich potentiell durch diese Revierkämpfe erklären. Anders als im mit Straßenkredibilität kokettierenden Gangsterrap ist die Zuordnung einzelner Drillrapper zu konkreten Gangs typischerweise eindeutig. Die musikalische Veröffentlichung dient nicht dem Selbstzweck wie im Trap, sondern sie ist Mittel respektive Medium mit hoher Reichweite zur Repräsentation der Interessen, Ambitionen und Pläne der Gang gegenüber ihren Gegnern unter den Augen der Öffentlichkeit. Die später in New York entstandenen Drillszenen folgen diesem Muster.

## Drill und Gewaltdelikte
Zu den prominenteren ermordeten amerikanischen Drillrappern zählen L’A Capone, Lil Mister, Lil Jojo, FBG Duck, Ebe Bandz, King Von, Pop Smoke, TDott Woo, Chii Wvttz und Notti Osama. Da im UK Drill dem einzelnen Rapper eine geringere Bedeutung beigemessen wird als dem Kollektiv, sind die Namen ermordeter britischer Drill Rapper (zum Beispiel Incognito, GB, Bis) oft weniger bekannt als die der Kollektive, denen sie zugehörten (Moscow17, Harlem Spartans). Eine Vielzahl amerikanischer und britischer Drill Rapper wurde zu langjährigen Haftstrafen verurteilt, unter anderem Rondonumbanine im Alter von 19 Jahren zu 39 Jahren Haft wegen Mordes (first degree murder), Young Dizz im Alter von 23 Jahren zu zwölfeinhalb Jahren Haft wegen schwerer Körperverletzung, Freiheitsberaubung, Entführung, Erpressung und Rechtsbeugung (grievous bodily harm, false imprisonment, kidnapping, blackmailing, perverting the course of justice), an seiner Seite auch vier Komplizen im Alter von 14 bis 16 Jahren. Im März 2019 wurde CB im Alter von 21 Jahren zu 23 Jahren Haft verurteilt, nachdem er bei einer Verfolgung in einem gestohlenen Auto mit einer Clownsmaske vermummt Polizisten mit einem Schrotgewehr bedrohte, im Januar 2020 SJ (OFB) im Alter von 17 Jahren zu 21 Jahren Haft wegen Mordes.
2022 wurde der bekannte UK Drill Pionier Perm nach einer mit einem Unfall endenden Verfolgungsjagd erschossen.

“Drill music is associated with lyrics which are about glamourising serious violence, murder, stabbings.
If it is inciting in some way or glamorising violence, then we think they (social media companies) have a social responsibility to work with us to take those videos down. […] ‚This is just music‘, the people will say, but I think it has a terrible effect.”

“The idea that a genre of music by itself is responsible for an increase in crime just doesn't bear up to proper scrutiny.”

“We are going to pull together the social media companies and sit down with them and state that you have a civic and corporate responsibility. You know, I mean, we pulled Trump off Twitter because of what he was spewing, yet we are allowing music - displaying of guns, violence - we're allowing it to stay on these sites.”

Die wechselseitige Beeinflussung von Drill Rap und Gewaltverbrechen ist Thema akademischer Arbeiten sowie politischer Diskurse und wird, wie eingeleitete Gegenmaßnahmen auch, kontrovers diskutiert.

## Drill in anderen Ländern
Seit etwa 2019 findet sich in Irland (teils unter Nachahmung des Londoner Dialekts, zum Beispiel Chuks, teils mit irischen Dialekt, zum Beispiel #86 INK) und Australien (zum Beispiel onefour) eine überregional wahrnehmbare Drillszene.
Die niederländische Drillrapszene um die Amsterdamer Gruppe #73 de Pijp und die Rotterdamer Gruppe #24 geriet in den Fokus der Öffentlichkeit, als im August 2020 ein neunzehnjähriger Rotterdamer am Strand von Scheveningen nahe dem Pier erstochen wurde. In den mit Schuss- und Stichwaffen ausgetragenen Massentumult waren Mitglieder von 73 de Pijp verwickelt. Auf einem in den sozialen Medien kursierenden Video konnte der zum Kollektiv gehörende Rapper Ty mit einer Schusswaffe in der Hand identifiziert werden. 2021 wurden zwei weitere Mitglieder des Kollektivs des Mordes für schuldig befunden und zu 11 Jahren Haft verurteilt.
Während sich in Frankreich, Spanien und Italien infolge des Erfolgs englischsprachigen Drills relevante Gruppierungen entwickelten, gibt es in Deutschland keine Szene vergleichbarer Größe wie in den USA und Großbritannien.